# مفتاح التبديل (كهرباء)

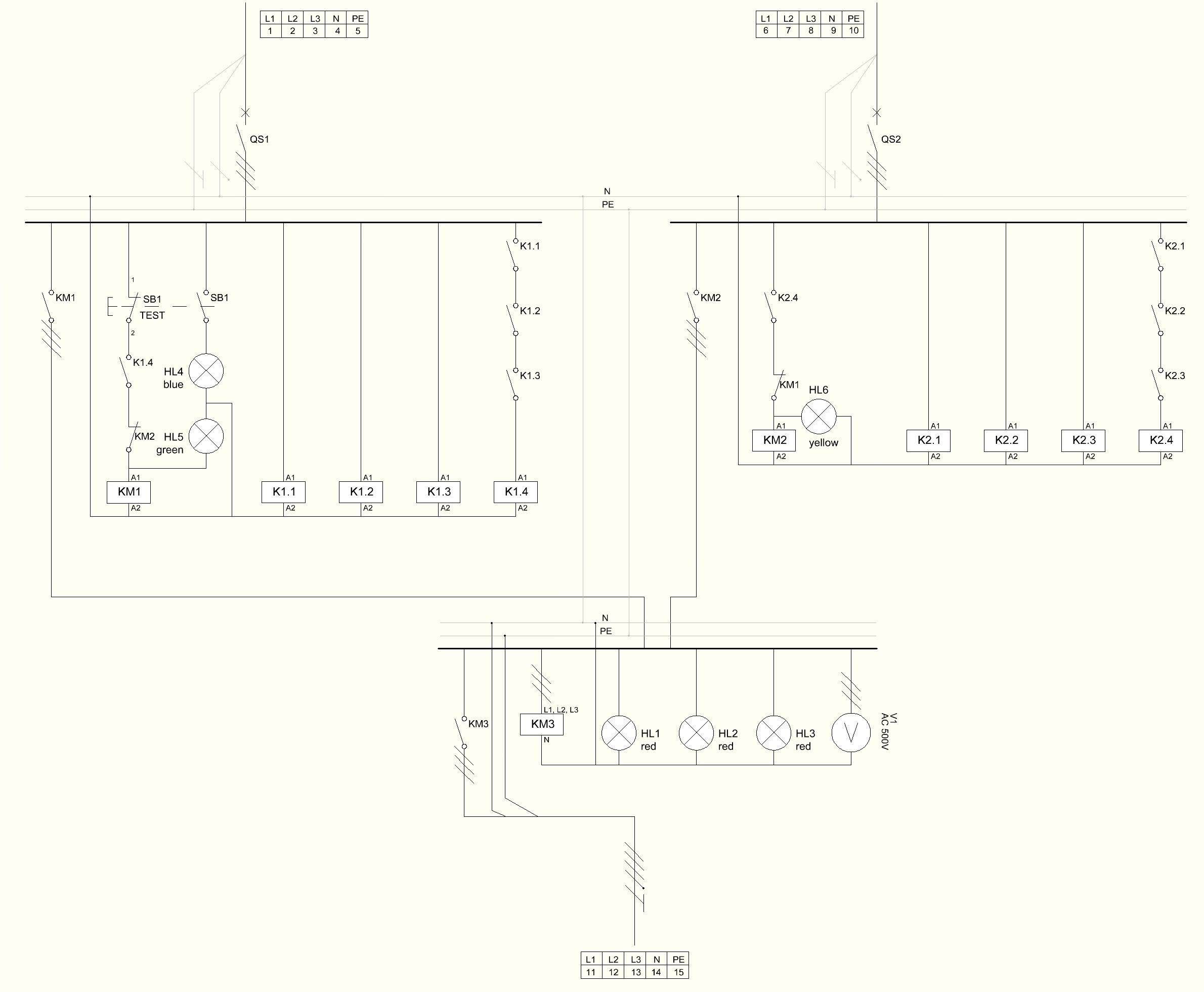
دائرة كهربية توضح مفتاح التبديل.

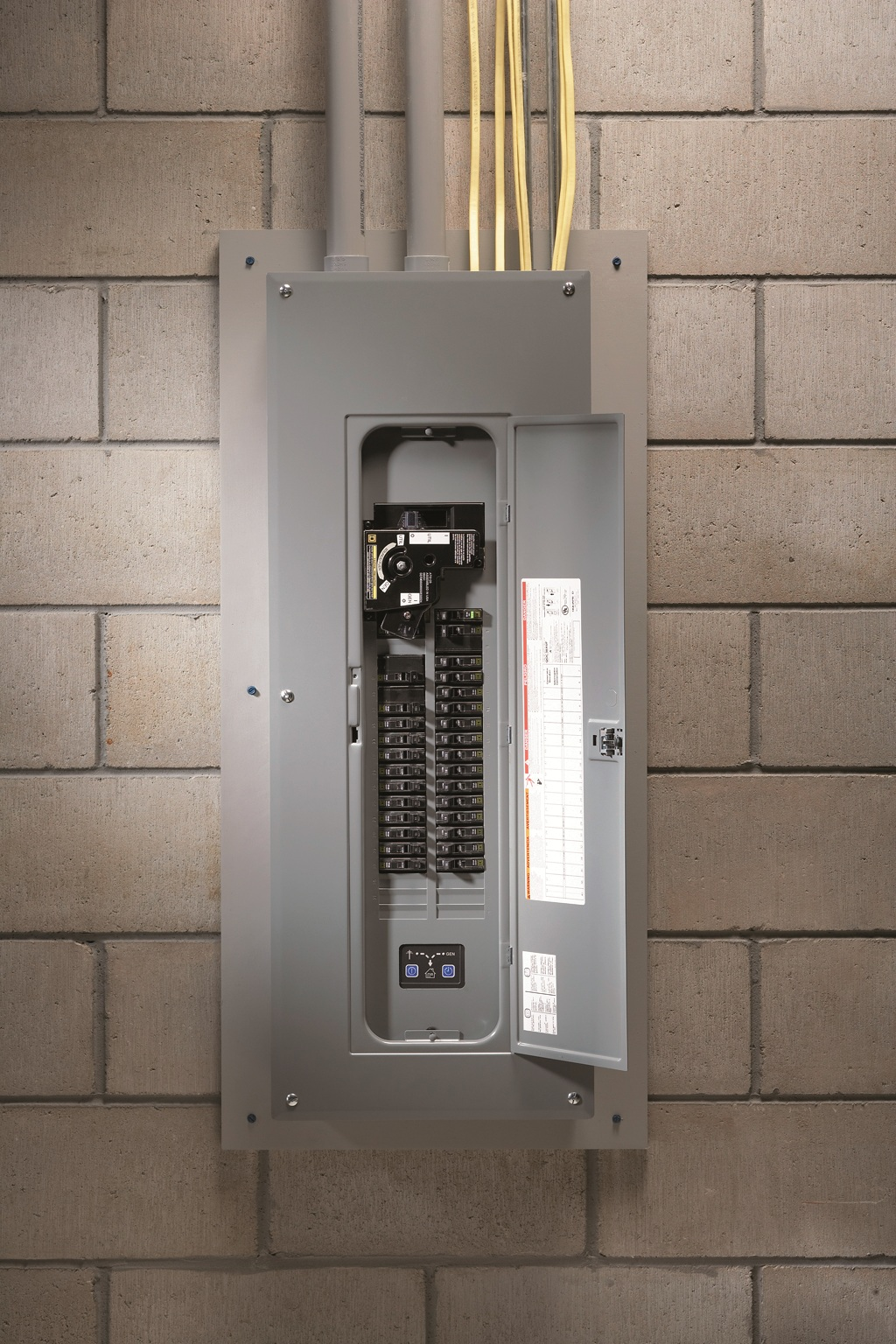
لوحة مفتاح التبديل.

مفتاح التبديل (بالإنجليزية: Transfer switch)‏ هو عبارة عن مفتاح يقوم بالتحويل أو الاستبدال بين مصدرين طاقة كهربائية، على سبيل المثال بين مصدر طاقة الكهرباء الرئيسية ومولد كهرباء المنزل، وغالباً يكون المُبدل اوتوماتيكياً لا يدوياً.